# Бишеље
Бишеље (итал. Bisceglie) је град у Италији у регији Апулија. Према процени из 2010. у граду је живело 54.847 становника.

## Становништво
Према резултатима пописа становништва 2011. у општини је живело 54.678 становника.
| 1931.  | 1936.  | 1951.  | 1961.  | 1971.  | 1981.  | 1991.  | 2001.  | 2011.  |
| ------ | ------ | ------ | ------ | ------ | ------ | ------ | ------ | ------ |
| 32.417 | 33.552 | 39.090 | 41.451 | 45.196 | 46.538 | 47.408 | 51.718 | 54.678 |

## Партнерски градови
- Сан Панкрацио Салентино